# Eatoniella mortoni
Eatoniella mortoni là một loài động vật thân mềm chân bụng sống ở đại dương thuộc họ Eatoniellidae. Đây là loài đặc hữu của vùng biển New Zealand được Winston Ponder mô tả lần đầu năm 1965. Loài động vật này được sử dụng để nghiên cứu tác động của acid hóa đại dương, vì nó phát triển mạnh trong môi trường giàu carbon dioxide.

## Phân loại
Eatoniella mortoni lần đầu tiên được xác định là Eatoniella (Dardanula) mortoni bởi Winston Ponder. Ông đặt tên loài này theo nhà sinh vật học New Zealand John Morton, người đã hỗ trợ ông trong các cuộc nghiên cứu ban đầu về loài này.

## Mô tả
Eatoniella mortoni có vỏ rắn, hình nón và bề mặt nhẵn. Vỏ có nhiều màu sắc khác nhau, từ xám đậm pha tím đến xám vàng nhạt. Loài này có kích thước 1,85 mm x 1,13 mm.

## Phân bố

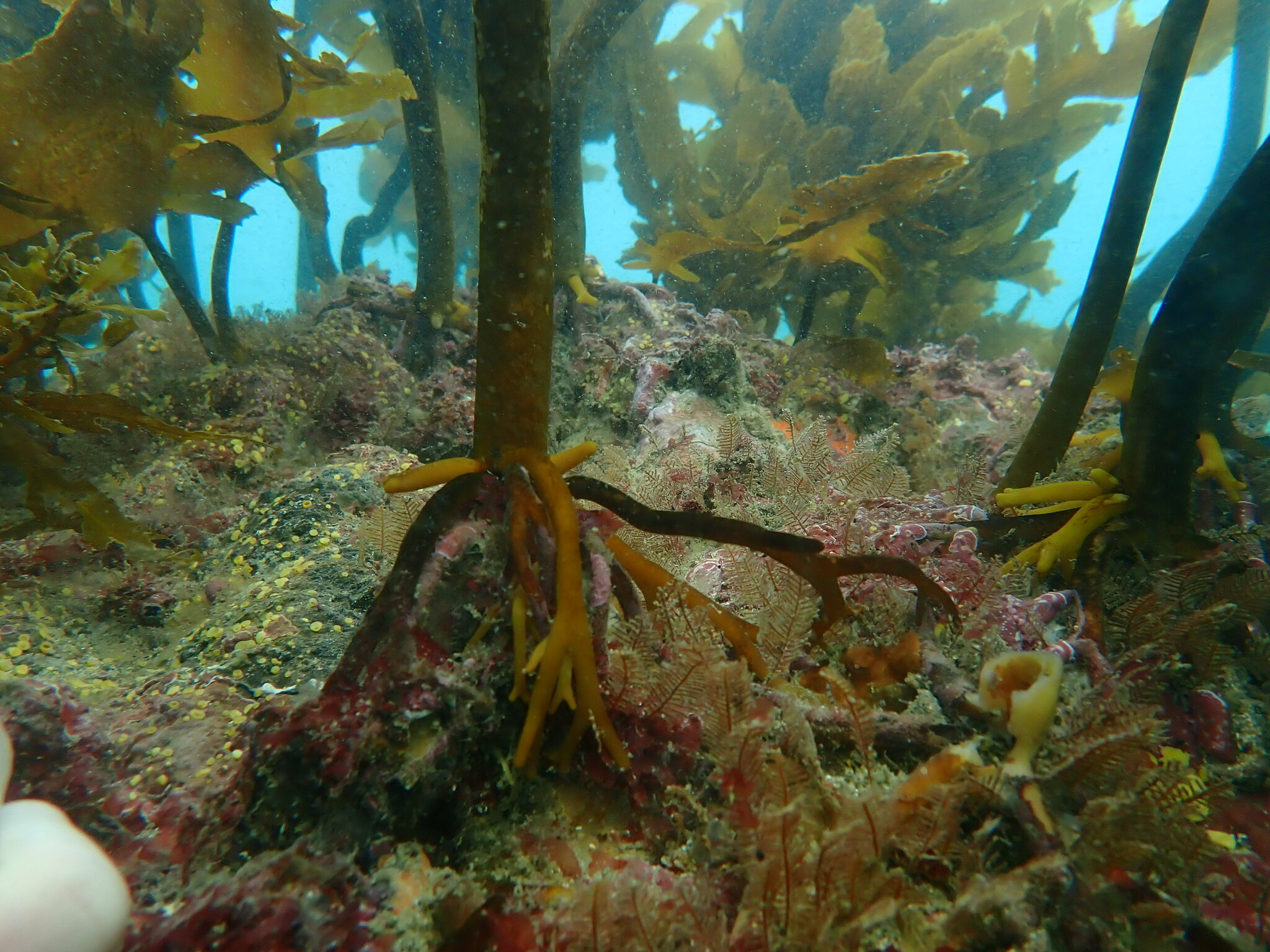
Eatoniella mortoni thường được tìm thấy sống trên tảo bẹ như Ecklonia radiata

Eatoniella mortoni là loài đặc hữu của New Zealand. Mẫu gốc được chính Ponder thu thập vào ngày 11 tháng 12 năm 1961, tại Days Bay ở Wellington. Eatoniella mortoni xuất hiện ở cả hai bờ biển của Đảo Bắc và Đảo Nam. Ngoài ra, cũng được tìm thấy trên Quần đảo Chatham và đảo núi lửa Whakaari.
Thông thường loài này tìm thấy trên tảo khi thủy triều xuống, hoặc bên dưới các tảng đá vùng gian triều và thường sống trên các loài tảo bẹ như Ecklonia radiata.

## Nghiên cứu

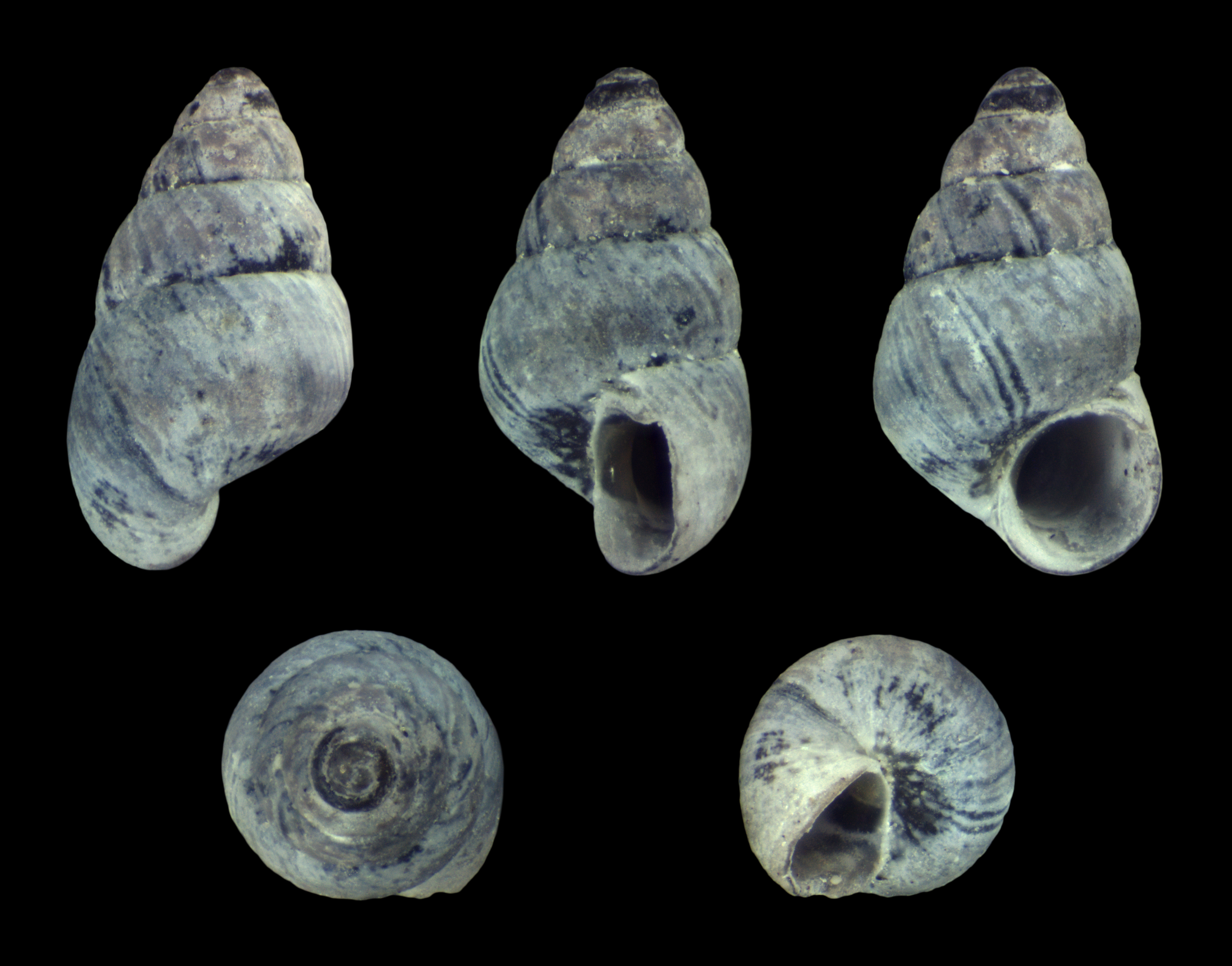
Các góc nhìn khác nhau của mẫu vật Eatoniella mortoni được tìm thấy trong Vườn quốc gia Abel Tasman

Eatoniella mortoni được sử dụng như một loài để nghiên cứu quá trình acid hóa đại dương, vì loài này có lợi từ việc sống trong môi trường giàu carbon dioxide và duy trì bản địa hóa, đặc biệt là các mẫu vật có nguồn gốc từ đảo núi lửa Whakaari, do suốt đời chúng phải tiếp xúc với lỗ thông khí carbon dioxide. Eatoniella mortoni tạo ra lớp vỏ trong suốt, lâu bền và ít xốp hơn lỗ thoát khí carbon dioxide tự nhiên.